# Paul Malvy
Paul Malvy est un médecin français né le 22 avril 1922 à Melun et mort le 22 novembre 2016 à Saint-Herblain.

## Biographie
Docteur en médecine, il est doyen de la faculté de médecine de Nantes (1973-1989), président (administrateur provisoire) de l'Université de Nantes (1985-1988) et de l'Académie nationale de chirurgie (1987).

## Travaux
- Les occlusions post-opératoires tardives par adhérences et brides (1955)

## Distinctions
- Officier de la Légion d'honneur
- Commandeur de l'ordre national du Mérite
- Commandeur de l'ordre des Palmes académiques
- Commandeur de l'ordre national de Côte-d'Ivoire
- Commandeur de l'ordre national du Lion du Sénégal
- Officier de l'ordre national de Madagascar
- Officier de l'ordre national du Togo
- Officier de l'ordre national de la République centrafricaine

### Sources
- Roger Henrion, Éloge de Paul Malvy (1922-2016), Académie nationale de médecine, 2018